# Pegomya sublurida
Pegomya sublurida este o specie de muște din genul Pegomya, familia Anthomyiidae, descrisă de Hsue în anul 1981. Conform Catalogue of Life specia Pegomya sublurida nu are subspecii cunoscute.